# Brazilska nogometna reprezentacija
Brazilska nogometna reprezentacija predstavlja Brazil u međunarodnim nogometnim natjecanjima i pod upravom je Brazilskog nogometnog saveza. Članica je FIFA-e od 1923. godine, a od 1916. godine također je članica i CONMEBOL-a (Južnoameričke nogometne federacije). Brazil je najuspješnija nogometna reprezentacija svijeta u povijesti Svjetskih nogometnih prvenstava koje je osvojila sveukupno pet puta. Također je najuspješnija reprezentacija u Kupu konfederacija s četiri titule. Na kontinentalnom nivou Brazil je osvojio osam titula Copa America i nalazi se na drugom mjestu reprezentacija s najviše naslova (iza Argentine i Urugvaja koji su osvojili po 14 titula). Također, brazilska se reprezentacija nalazi na prvom mjestu reprezentacija s najviše osvojenih Fair-play nagrada na Svjetskim nogometnim prvenstvima.
Brazil se trenutno nalazi na drugom mjestu FIFA-ine ljestvice najboljih nogometnih reprezentacija svijeta, a ujedno se smatra jednom od najboljih nogometnih nacija u svijetu i svih vremena, redovito se nalazivši u vrhu nogometnog svijeta od 1960-ih godina naovamo. Brazil je jedina nogometna reprezentacija na svijetu koja je nastupila na svim svjetskim nogometnim prvenstvima do danas. Mnogi komentatori, stručnjaci i bivši igrači smatraju brazilsku nogometnu reprezentaciju iz 1970. najboljom koja je ikada igrala nogomet, a među najboljima se također smatraju i reprezentacije iz razdoblja od 1958. do 1962. te ona iz 1982. godine. Brazilska je reprezentaciji osvojila čak 12 nagrada FIFE, Team of the Year koju FIFA svake godine dodjeljuje reprezentaciji plasiranoj na prvome mjestu FIFA-ine ljestvice te iste godine, što je više od bilo koje druge reprezentacije na svijetu – to također znači i da je od 1992. otkada i postoji FIFA-ina ljestvica, na istoj brazilska nogometna reprezentacija najdulje držala prvo mjesto, što je ukupno 12 godina. Na drugome mjestu po broju osvojenih titula je španjolska nogometna reprezentacija – osvojili su 6 titula Team of the Year, dakle upola manje od Brazila.
Uz Argentinu, Španjolsku i Njemačku, Brazil je jedina reprezentacija koja je osvojila Svjetsko nogometno prvenstvo van svoje kontinentalne zone, a ujedno je i jedina reprezentacija koja je osvojila prvenstvo na četiri različita kontinenta: u Europi (1958. u Švedskoj), u Južnoj Americi (1962. u Čileu), dva puta u Sjevernoj Americi (1970. u Meksiku i 1994. u SAD-u) te jednom u Aziji (2002. u Južnoj Koreji i Japanu). Skupa s Francuskom, Argentinom i Njemačkom, Brazil je jedina reprezentacija koja je osvojila tri najvažnija nogometna natjecanja u organicaziji FIFA-e: Svjetsko prvenstvo, Kup konfederacija i Olimpijski turnir. Sa Španjolskom također dijeli rekord od trideset i pet uzastopnih odigranih utakmica bez poraza. Česta nogometna uzrečica je: "Englezi su izmislili nogomet, ali su ga Brazilci usavršili".

## Povijest

### Rana povijest (1914. – 1957.)
Prvom nogometnom utakmicom u povijesti brazilske nogometne reprezentacije smatra se utakmica iz 1914. godine između izabranih timova Rio de Janeira i Sao Paula protiv engleskog kluba Exeter City odigrane na stadionu Fluminense. Brazil je pobijedio rezultatom 2:0, a zgoditke su postigli Oswaldo Gomes i Osman, premda neki smatraju da je utakmica završila rezultatom 3:3. Za razliku od onoga što će se događati u budućnosti, igra brazilske nogometne selekcije u počecima bila je daleko od odlične, a razlog zasigurno leži i u internim sukobima u samom brazilskom nogometnom savezu. Točnije, razlike u mišljenjima nogometnih saveza Rio de Janeira i Sao Paula dovele su do mišljenja da neće postojati tim koji će se sastojati od igrača koji dolaze iz ta dva tabora.
Na svjetskim nogometnim prvenstvima 1930. u Urugvaju i 1934. u Italiji, Brazil je izbačen već u razigravanju po skupinama. Međutim, svjetsko prvenstvo 1938. godine počelo je davati znakove onoga što će tek doći. Na tom je prvenstvu Brazil osvojio treće mjesto, a Leonidas da Silva završio je turnir kao najbolji strijelac. Brazil je bio domaćin sljedećeg svjetskog prvenstva održanog 1950. godine koji je ujedno bio i prvi turnir održan nakon Drugog svjetskog rata. To prvenstvo 1950. godine bilo je jedinstveno po tome što nije imalo sistem ispadanja, već su četiri najbolje plasirane reprezentacije u svojim skupinama završile u zajedničkoj skupini i igrale jedna protiv druge. Posljednju utakmicu igrali su Urugvaj i Brazil pa se ona smatra finalom. Utakmica je odigrana na stadionu Maracana u Rio de Janeiru pred 199.854 gledatelja što do danas predstavlja apsolutni rekord, a na iznenađenje mnogih Urugvaj je osvojio drugi naslov svjetskog prvaka pobijedivši rezultatom 1:2, nakon što je Brazil vodio 1:0. U Brazilu navedena utakmica poznata je pod nadimkom fateful final (u slobodnom prijevodu sudbonosno finale).
Brazilska reprezentacija je za naredno svjetsko prvenstvo u Švicarskoj 1954. godine bila u potpunosti obnovljena, predvođena popularnim igračima Niltonom Santosom, Djalmom Santosom i Didijem. Međutim, nisu daleko dospjeli. U četvrtfinalu ih je zaustavila Mađarska rezultatom 4:2 u jednoj od najružnijih nogometnih utakmica u povijesti nogometa, koja će kasnije postati poznata pod imenom Battle of Berne (u slobodnom prijevodu Bitka za Bern).

### Zlatno razdoblje i Pelé (1958. – 1970.)
Tadašnji izbornik Brazila, Vicente Feola, odredio je striktna pravila za svjetsko prvenstvo 1958. u Švedskoj. Svaki igrač dobio je popis od četrdeset stvari koje ne smije raditi, uključujući nošenje kapa i kišobrana, pušenje dok se nalaze u službenom dresu i razgovaranje s novinarima van dogovorenih termina. Bili su jedina reprezentacija koja je imala psihologa na turniru (zbog još uvijek svježeg gubitka finala 1950. godine u glavama nekih igrača) i zubara (zbog njihovog podrijetla, dosta igrača imalo je problema sa zubima koji su izazivali razne infekcije i utjecali na kvalitetu njihove igre), a čak godinu dana prije turnira poslali su svog posebnog izaslanika koji je nadgledao kvalifikacijske utakmice po Europi.
Brazil se na prvenstvu našao u najtežoj skupini, zajedno sa Sovjetskim savezom, Engleskom i Austrijom. U prvoj utakmici pobijedili su Austriju 3:0, a s Engleskom su odigrali miroljubivih 0:0. Brazilci su bili zabrinuti prije utakmice sa Sovjetskim savezom, jer se radilo o odlično pripremljenoj momčadi i jednom od glavnih favorita turnira. Njihova strategija je bila da odmah na početku krenu u napad i pokušaju zabiti rani pogodak. Zbog toga su vodeći igrači reprezentacije Bellini, Nilton Santos i Didi razgovarali s izbornikom prije utakmice i uvjerili ga da ako žele pobijediti Ruse moraju uvesti tri igrača s klupe: Zito, Garrincha i Pelé koji su i započeli utakmicu. Čim je sudac označio početak utakmice, lopta je došla do Garrinche koji je prošao trojicu igrača i pogodio vratnicu. Brazilci su nastavili s pritiskom i nakon tri minute, koje će kasnije biti opisane kao "najbolje tri minute u povijesti nogometa" Vava je postigao vodeći pogodak. Utakmica je završila rezultatom 2:0. Pelé je postigao jedini pogodak u četvrtfinalu protiv Walesa, a u polufinalu su rezultatom 5:2 izbacili Francuze. Brazil je finale igrao s domaćinom Švedskom i tu utakmicu također dobio rezultatom 5:2, postavši tako prva reprezentacija koja je osvojila svjetsko prvenstvo van svog kontinenta. Legenda kaže da je izbornik Feola znao spavati tijekom treninga, a da je čak i na pravim utakmicama sklapao oči na klupi kako bi izgledalo da spava. Zbog toga se Didi smatrao pravim trenerom momčadi.
Na svjetskom nogometnom prvenstvu 1962. Brazil je obranio naslov uz Garrinchu kao glavnog igrača, a ne Peléa koji se ozlijedio u prvoj utakmici turnira protiv Meksika i nije nastupio do kraja istog.
Pripreme za svjetsko prvenstvo 1966. u Engleskoj prošle su u znaku političkih utjecaja. Svi veliki brazilski nogometni klubovi željeli su svoje igrače vidjeti u reprezentaciji kako bi im dali što bolji javni tretman. U posljednjim mjesecima priprema za svjetsko prvenstvo tako se dogodilo da je izbornik Vicente Feola radio s čak 46 igrača od kojih je samo njih 22 moglo otići u Englesku; sve to duboko je utjecalo na internu atmosferu i psihološki pritisak na igrače i ostatak tima. Rezultat svega bio je najgori nastup brazilske nogometne reprezentacije u povijesti svjetskih prvenstava kojoj nisu pomogle niti ostale reprezentacije, jer se činilo da su svi odlučili gaziti Peléa (tada vjerojatno na vrhuncu svoje igračke karijere), rušeći ga čim je dobio loptu. To prvenstvo i ostat će upamćeno po izrazito oštroj igri, pogotovo zbog pregrubih startova. Nakon što je postao prvi igrač koji je postigao pogodak na tri različita svjetska prvenstva (u utakmici protiv Bugarske), Pelé se odmarao u utakmici protiv Mađarske koju je Brazil izgubio. Treću utakmicu Brazil je igrao protiv Portugala, a nekoliko izrazito grubih prekršaja nad Peléom utjecali su na njegov raniji izlazak iz igre. Brazil je tu utakmicu također izgubio i tako ispao s prvenstva nakon razigravanja po skupinama, prvi put nakon 1934. godine. Poslije turnira, Pelé je izjavio da više ne želi igrati na takvim natjecanjima.
Ipak, Brazil je 1970. godine u Meksiku, predvođen Peléom, osvojio svoje treće svjetsko prvenstvo. Ta reprezentacija smatrala se do tada najboljom u povijesti, a osim Peléa predvodili su je i kapetan Carlos Alberto Torres, Jairzinho, Tostao, Gerson i Rivelino. Nakon što su osvojili pokal Julesa Rimeta po treći put, Brazilcima je dopušteno da ga zadrže zauvijek. U šest utakmica koje su odigrali, Brazilci su ostvarili šest pobjeda. U razigravanju po skupinama pobijedili su Čehoslovačku (4:1), Englesku (1:0) i Rumunjsku (3:2). U četvrtfinalu bili su bolji od Perua (4:2), a u polufinalu izbacili su Urugvaj (3:1). Brazil je finale igrao s Italijom i uvjerljivo pobijedio rezultatom 4:1. Jairzinho je završio turnir kao najbolji strijelac sa sedam pogodaka, dok je Pelé postigao četiri. Dominantnost Brazila na svjetskim prvenstvima između 1958. i 1970. godine razlog je što danas imamo malo drugačiji pokal koji se daje osvajačima turnira. Ipak, proći će pune 24 godine prije nego što Brazilci stave ruke na njega.

### Razdobljesuše(1971. – 1993.)
Nakon Peléovog reprezentativnog umirovljenja (a i nekih drugih važnih igrača iz tima koji je 1970. godine osvojio treći naslov prvaka), Brazil nije uspio biti bolji od Nizozemskog načina igranja i nisu uspjeli obraniti naslov 1974. godine, završivši turnir na četvrtom mjestu, izgubivši u utakmici za treće mjesto od Poljaka.
Svjetsko prvenstvo u Argentini 1978. godine donijelo je mnoge kontroverze. U razigravanju po skupinama, Brazilci su se natjecali s domaćinima Argentincima za prvo mjesto koje je vodilo u finale turnira. U posljednjem kolu, Brazil je pobijedio Poljsku rezultatom 3:1 i privremeno završio na čelu skupine s gol-razlikom +5. Argentina je u tom trenutku imala utakmicu manje i gol-razliku +2, ali je u svojoj posljednjoj utakmici uspjela pobijediti Peru rezultatom 6:0 i dospjeti na prvo mjesto skupine te tako igrati u finalu protiv Nizozemske. Brazilci su se morali ponovno zadovoljiti igranjem za treće mjesto u utakmici s Italijom koju su dobili 2:1.
Na svjetskom prvenstvu u Španjolskoj 1982. godine Brazilci su bili izraziti favoriti i kroz svoju skupinu lagano su prošli, ali su kasnije zaustavljeni od Talijana (kasnijih prvaka) rezultatom 3:2 u jednoj od najboljih utakmica u povijesti svjetskih nogometnih prvenstava. Paolo Rossi postigao je sva tri pogotka za Talijane, a Brazilskog trenera Telea mediji su okrivljavali za pretjerano ofenzivnu taktiku pri rezultatu 2:2. Ta reprezentacija Brazila, koja je uključivala velikane poput Sócratesa, Zicoa, Falcaoa i Edera ostat će upamćena kao najbolja reprezentacija koja nikad nije osvojila svjetsko prvenstvo.
Izbornik Tele Santana i nekoliko igrača iz 1982. vratili su se na svjetskom prvenstvu 1986. godine održanom u Meksiku. Iako su igrači bili stariji, svejedno su uspjeli prikazati odličnu igru. Ipak, Zicova ozljeda netom prije početka turnira koštala ih je dobrih rezultata. U četvrtfinalu odigrana je utakmica koja se danas smatra pravim primjerom "totalnog nogometa". Brazil i Francuska napadali su non-stop i, realno gledajući, niti jedna reprezentacija nije zaslužila izgubiti. Kad je Zico ušao u drugom poluvremenu pri rezultatu 1:1, Brazilcima je dosuđen jedanaesterac i činilo se kao da će upravo oni pobijediti i proći u polufinale. Međutim, Zico – heroj jedne cijele generacije brazilskih nogometnih obožavatelja – promašio je s bijele točke i nakon vrlo uzbudljivih produžetaka sve se svelo na jedanaesterce. Tu je Zico uspio pogoditi, ali Julio Cesar da Silva i Socrates su promašili svoje penale i, unatoč tome što je i Platini poslao loptu daleko iznad gola, Francuzi su uspjeli pobijediti ukupnim rezultatom 4:3.
Brazilski izbornik na svjetskom prvenstvu u Italiji 1990. godine bio je Sebastiao Lazaroni, javnosti jedva poznat prije prvenstva. Zbog vrlo defenzivnog pristupa čiji je najjači simbol bio Dunga u sredini, reprezentaciji je nedostajalo kreativnosti, ali su svejedno prošli u drugi krug. Iako su u osmini finala bili bolji tijekom cijele utakmice od branitelja naslova Argentine, Claudio Caniggia je, nakon sjajnog proigravanja Maradone, uspio postići jedini pogodak i eliminirati Brazilce.

### Ponovno na vrhu (1994. – 2002.)
Na iznenađenje mnogih, Brazil pune 24 godine nije osvojio svjetsko prvenstvo niti sudjelovao u finalima istog. Njihova borba prekinuta je 1994. godine na svjetskom prvenstvu u SAD-u gdje su ga osvojili po rekordni četvrti put pod vodstvom igrača kao što su Romario, Bebeto, Dunga, Taffarel i Jorginho. Tijekom prvenstva izbacili su domaćina rezultatom 1:0 u osmini finala, Nizozemce u četvrtfinalu rezultatom 3:2 (često nazivana utakmicom prvenstva) i Šveđane u polufinalu također rezultatom 1:0. Sve to dovelo je do spektakularnog finala protiv Talijana gdje je nakon nezanimljive utakmice koja je završila 0:0 Brazil bio bolji izvođenjem jedanaesteraca. Roberto Baggio, do tada glavna zvijezda turnira i igrač koji je praktički sam doveo Italiju do finala, promašio je ključni jedanaesterac i Brazilci su ponovno postali prvaci svijeta čime je započela nova era njihove nogometne dominacije.
Na sljedećem svjetskom prvenstvu održanom u Francuskoj 1998. godine, Brazilci su osvojili srebrnu medalju. Nakon prilično uvjerljivih nastupa među kojima posebno treba izdvojiti tešku pobjedu u polufinalu protiv Nizozemaca nakon boljeg izvođenja jedanaesteraca (regularni dio utakmice završio je rezultatom 1:1), Brazilci su u finalu izgubili čak s 3-0 od domaćina Francuza. Nakon finala, obrana Brazila oštro je kritizirana omogućivši čak dva pogotka Zinedinea Zidanea glavom nakon kornera, a također je i krizirana odluka izbornika da u prvu momčad uvrsti Ronalda koji je nekoliko sati prije utakmice doživio epileptični napad.
Zahvaljujući ubojitom napadačkom trojcu, popularno nazivanom "Tri R" (Ronaldo, Rivaldo i Ronaldinho), Brazil je svoj peti naslov svjetskog nogometnog prvaka osvojio 2002. godine u Japanu i Južnoj Koreji. Iako se na prvi pogled njihova skupina činila izuzetno laganom (Turska, Kina i Costa Rica), Brazil se mučio u utakmici protiv Turaka koju su na kraju ipak dobili. Tu utakmicu obilježila je kontroverznost kada je Rivaldo pao kao pokošen držeći se za lice nakon što ga je turski igrač Hakan Ünsal pogodio loptom u noge. Ünsal je nakon toga zaradio izravan crveni karton, a Rivaldo se pridigao kao da se ništa nije dogodilo. Iako je izbjegao suspenziju, Rivaldo je naknadno kažnjen s 5 tisuća Funti zbog simulacije i tako postao prvi igrač u povijesti kojeg je FIFA kaznila zbog glume i lažnog prenemaganja na terenu. Ostale dvije utakmice Brazil je lako dobio s 4:0 (Kina) i 5:2 (Costa Rica). U osmini finala porazili su Belgijance rezultatom 2:0, a u četvrtfinalu pala je Engleska rezultatom 2:1 uz nezaboravni pogodak Ronaldinha iz slobodnog udarca. U polufinalu Brazilci su se ponovno susreli s Turcima i nakon još jedne teške utakmice izborili 1:0 pobjedu koju je osigurao Ronaldo. Do tog trenutka Rivaldo je bio strijelac na svim utakmicama i činilo se da će ponoviti uspjeh Jairzinha iz 1970. godine kad je postao strijelcem na svim odgiranim utakmicama. Ipak, to se nije dogodilo. Finale tog prvenstva odigrale su dvije najuspješnije nogometne reprezentacije u povijesti natjecanja: Brazil i Njemačka. Zanimljivo je da su do tada oba tima odigrala samo jednu jedinu međusobnu utakmicu i to 1974. godine. Iako je još prije finala Oliver Kahn bio izabran za najboljeg vratara prvenstva, nije mogao zaustaviti Ronaldova dva udarca kojima je Brazil osvojio svoju petu krunu. Ronaldo je turnir završio kao najbolji strijelac, a Oliver Kahn bio je proglašen najboljim igračem prvenstva.

### Parreira se vraća (2006.)
Dana 29. lipnja 2005. godine Brazil je osvojio Kup konfederacija drugi put uvjerljivom 4:1 pobjedom protiv vječitih rivala Argentine u Frankfurtu. 2004. godine osvojili su Copa America također protiv Argentine, nakon boljeg izvođenja jedanaesteraca.
Za svjetsko nogometno prvenstvo 2006. godine održano u Njemačkoj, tadašnji izbornik Carlos Alberto Parreira prezentirao je formaciju nazvanu The Magic Square (u slobodnom prijevodu "magični kvadrat"), temeljenu na četiri ofenzivna brazilska igrača: Ronaldo, Adriano, Kaka i Ronaldinho. Tijekom priprema za prvenstvo, reprezentacija je upala u probleme ponajviše zahvaljujući ozljedi Ronalda koji je dva mjeseca bio van terena, a nakon što se vratio dobio je žuljeve na stopalima i imao učestale temperature tijekom treninga.
Unatoč pobjedama u prve dvije utakmice (protiv Hrvatske 1:0 i Australije 2:0), magični kvadrat nije djelovao uvjerljivo i borio se kako bi probio protivničke obrane. Za treću utakmicu Parreira je uveo čak pet novih igrača (uključujući Robinha i Cicinha) što je završilo uspjehom i uvjerljivom pobjedom nad Japanom 4:1.
U osmini finala Brazil je lagano izbacio Ganu rezultatom 3:0, ponovno uz pomoć magičnog kvadrata. Međutim, u četvrtfinalu izbacili su ih kasniji finalisti Francuzi, rezultatom 1:0. Francusku je predvodio preporođeni Zinedine Zidane uz pomoć snažne obrane koja je uspješno odolijevala brazilskim napadačima tijekom cijele utakmice. Možda i zbog neobične formacije u kojoj su se nalazili, Brazilci su bili potpuno izgubljeni i tek su jedanput uspjeli zapucati prema golu Fabiena Bartheza. Utakmica je također upamćena i po činjenici što se prvi puta dogodilo da su Brazilci tri puta poraženi upravo od Francuza na svjetskim prvenstvima (1986., 1998. i 2006.).
Nakon eliminacije, brazilska nogometna reprezentacija oštro je kritizirana od strane medija i obožavatelja. Najznačajnija fotografija koja je u to vrijeme kružila u medijima bila je ona Roberta Carlosa na kojoj isti veže kopačke dok Henry neometano zabija pobjednički pogodak. Sportska legenda Pelé kritizirao je izbornika Parreiru i Ronaldinha zbog preranog ispadanja Brazila s tog prvenstva.

### Najlošije razdoblje (2006. – 2014.)
Dana 24. srpnja 2006. godine, netom nakon završenog prvenstva u Njemačkoj, kapetan pobjedničke brazilske reprezentacije iz 1994. godine, Dunga, postavljen je za novog izbornika. Njegov bivši suigrač, Jorginho, postao mu je prvi asistent. Svoju prvu utakmicu kao izbornik odigrao je u Oslu, 16. kolovoza protiv Norveške, a završila je rezultatom 1:1, dok je u sljedećoj odigranoj na Arsenalovom novom stadionu Emiratesu porazio Argentinu s uvjerljivih 3:0. 5. rujna Brazil je pobijedio Wales rezultatom 2:0 na White Hart Lane stadionu, kasnije će još pobijediti i Kuvajt (4:0), Ekvador (2:1) i Švicarsku (2:1).
Dungin prvi poraz kao izbornik Brazila uslijedio je 6. veljače 2007. godine u prijateljskoj utakmici protiv Portugala kojeg je tada vodio izbornik Luiz Felipe Scolari. Ipak, 24. i 27. ožujka iste godine Brazil se oporavio pobjedama protiv Čilea (4:0) i Gane (1:0) u Švedskoj.
Za razliku od Parreire, Dunga je sve svoje igrače tretirao kao jednake. On nije tražio samo one igrače koji igraju u najpopularnijim klubovima kao što su Milan, Barcelona ili Real Madrid, već je pregledavao klubove iz čitave Europe pa su tako za reprezentaciju zaigrali Vagner Love i Dudu Cearense koji su tada igrali za CSKA Moskva te Elano koji je tada igrao za Ukrajinski Shakhtar. Od ostatka magičnog kvadrata iz 2006. godine ostali su samo Ronaldinho i Kaka koji su redovito nastupali za reprezentaciju. Adriano je pozvan u reprezentaciju tek za prijateljsku utakmicu protiv Portugala u veljači 2007., dok Ronaldo više nije uopće igrao. Umjesto njega, Luis Fabiano je započeo igrati kao glavni napadač.
Nakon što su pobijedili Argentinu rezultatom 3:1 5. rujna 2009. godine, Brazil se kvalificirao za svjetsko prvenstvo 2010. godine u Južnoj Africi. Nakon završetka kvalifikacija, nalazili su se na prvom mjestu s 9 pobjeda, 7 neodlučenih ishoda i samo 2 poraza koji su uslijedili nakon utakmica s Bolivijom i Paragvajem. U domaćim utakmicama tijekom kompletnih kvalifikacija ostali su neporaženi.
Na navedenom svjetskom prvenstvu, Brazil je izabran u skupinu G koja je prozvana skupinom smrti. Svoju prvu utakmicu odigrali su 15. lipnja 2010. godine protiv Sjeverne Koreje koju su dobili 2:1. 20. lipnja svoju drugu utakmicu odigrali su protiv Obale bjelokosti koju su dobili rezultatom 3:1, dok su posljednju utakmicu odigrali 0:0 s Portugalom. U osmini finala igrali su protiv Čilea. Juan, Luis Fabiano i Robinho postigli su tri pogotka koja su omogućila prolaz Brazila u četvrtfinale gdje su se susreli s Nizozemcima. Tu utakmicu Brazilci su izgubili rezultatom 2:1 (unatoč vodstvu od 0:1) i bili eliminirani s natjecanja.
U srpnju 2010. godine kao novi brazilski izbornik izabran je Mano Menezes. Na turniru Copa America 2011. godine Brazil je u četvrt-finalu poražen od Paragvaja. Dana 4. srpnja 2012. godine, zbog manjka natjecateljskih utakmica (budući je reprezentacija bila automatski kvalificirana za sljedeće svjetsko prvenstvo čiji su bili domaćin), Brazil je došao na jedanaesto mjesto FIFA-ine ljestvice, čime je Seleção prvi puta nakon 1993. godine ispao iz top 10. U studenom iste godine Mano Menezes je dobio otkaz, a umjesto njega na izborničku klupu vratio se Luiz Felipe Scolari.
Dana 6. lipnja 2013. godine Brazil se našao na dvadeset i drugom mjestu FIFA-ine ljestvice što je označilo njihov najlošiji plasman na toj listi ikada. Iste godine zaigrali su Kup konfederacija s jednim ciljem – obraniti titulu. U finalu su igrali sa Španjolskom koju su lako porazili rezultatom 3:0 i na taj način osvojili svoju četvrtu titulu tog prvenstva. Neymar je proglašen igračem turnira te je osvojio nagradu Zlatna lopta i Adidasovu brončanu kopačku, a Júlio César je osvojio nagradu Zlatna rukavica za najboljeg vratara turnira.

### Svjetsko prvenstvo 2014.
Brazil je bio domaćin Svjetskog prvenstva 2014. godine gdje je igrao u skupini A s Hrvatskom, Meksikom i Kamerunom. U otvarajućoj utakmici prvenstva, Marcelo je postigao autogol kojim je reprezentacija Hrvatske povela, ali su kasnijim dvama pogocima Neymara i jednog Oscara Brazilci preokrenuli rezultat i pobjednički započeli turnir čiji su domaćini bili prvi puta nakon 64 godine. Brazil je s Meksikom odigrao neriješeno (0:0) u susretu u kojem je meksički vratar Guillermo Ochoa proglašen igračem utakmice. Svoj prolazak u drugu fazu natjecanja Brazil je potvrdio pobjedom 4:1 nad Kamerunom; Neymar je ponovno postigao dva pogotka, a ostali strijelci su bili Fred i Fernandinho.
U osmini-finala Brazil se susreo s Čileom u utakmici koja je u svom regularnom dijelu i nakon produžetaka završila neodlučenim rezultatom (1:1). Ipak, Brazil je prošao u četvrt-finale nakon boljeg izvođenja jedanaesteraca (3:2) uz pogotke Neymara, Davida Luiza i Marcela odnosno promašaje čileanskih reprezentativaca Alexisa Sancheza i Mauricija Pinille. U četvrt-finalu ih je čekala još jedna južnoamerička momčad – Kolumbija. Brazilci su tu utakmicu također pobijedili, ovaj puta u regularnom dijelu rezultatom 2:1 uz pogotke Davida Luiza i kapetana Thiaga Silve. Ta utakmica ostala je upamćena i po teškoj ozljedi Neymara, do tog trenutka najboljeg igrača reprezentacije na turniru, koji je s terena odvezen direktno u bolnicu gdje mu je dijagnosticiran lom pršljena kralježnice zbog čega je ostatak prvenstva morao izostati. Prije ozljede, Neymar je postigao četiri pogotka uz jednu asistenciju te je dva puta proglašen igračem utakmice. Zbog nedostatka Neymara i Thiaga Silve (kapetana momčadi koji je na utakmici s Kolumbijom zaradio žuti karton koji ga je automatski eliminirao iz nastupa u sljedećoj utakmici), Brazil se našao u problemima prije polufinalnog susreta s reprezentacijom Njemačke. Seleção je tu utakmicu izgubio povijesnim 1:7 rezultatom – njihovim najvećim porazom u povijesti nastupa na svjetskim nogometnim prvenstvima te prvim domaćim porazom u natjecateljskoj utakmici od 1975. godine. Pred kraj utakmice domaći navijači čak su počeli i navijati nakon svakog uspješnog dodavanja njemačkih igrača, a zviždati svaki puta kada bi brazilski igrač primio loptu. Utakmica je kasnije dobila nadimak Mineirazo, kao referenca na Maracanzo – prethodni sramotni poraz Brazila na svjetskom prvenstvu 1950. godine protiv Urugvaja.
Brazil je to prvenstvo završio na četvrtom mjestu nakon što su u utakmici za treće mjesto glatko izgubili od reprezentacije Nizozemske rezultatom 0:3. Tako se dogodilo da je reprezentacija Brazila turnir završila s najgorom statistikom od svih drugih koje su nastupile na prvenstvu, s četrnaest primljenih golova. Jedine reprezentacije koje su na prvenstvima do tada primile dvanaest ili više pogodaka u svojim mrežama su bile one Sjeverne Koreje i Saudijske Arabije. Nakon ovog rezultata Scolari je podnio ostavku na mjesto izbornika.

### Povratak Dunge (2014. – 2016.)
Dana 22. srpnja 2014. godine Dunga ponovno postaje izbornikom Brazila, vrativši se na tu poziciju po prvi puta nakon izbacivanja sa svjetskog prvenstva 2010. godine.
Njegova prva službena utakmica bio je prijateljski susret s Kolumbijom u Miamiju, dana 5. rujna 2014. koju je Brazil dobio rezultatom 1:0, Neymarovim pogotkom u 83-oj minuti utakmice iz slobodnog udarca. Dunga je nastavio nizati uspjehe pobjedama protiv Ekvatora (1:0), Argentine (2:0), Japana (4:0), Turske (0:4) i Austrije (1:2). Tijekom 2015. godine Dunga je nastavio nizati pobjedničke uspjehe Brazila protiv Francuske (3:1), Čilea (1:0), Meksika (2:0) i Hondurasa (1:0).
Turnir Copa Amerika 2015. godine Brazil je započeo pobjedom 2:1 protiv Perua (Douglas Costa bio je strijelac pobjedničkog zgoditka u posljednjim minutama utakmice). Nakon toga Brazil je izgubio 0:1 od Kolumbije, ali je pobijedio 2:1 Venezuelu i kvalificirao se u drugu fazu natjecanja. Tamo se susreo s Paragvajem koji ga je izbacio nakon boljeg izvođenja jedanaesteraca (regularni dio utakmice završio je rezultatom 1:1). Budući da su ispali, Brazilci se nisu mogli kvalificirati na sljedeći Kup konfederacija što se dogodilo prvi put nakon skoro 20 godina.
Godine 2016. održano je još jedno natjecanje Copa Americe, ovaj puta u proslavu stogodišnjice organiziranja turnira. Brazil je turnir započeo neriješenim rezultatom s Ekvatorom (0:0). Nakon toga pobijedili su Haiti visokim rezultatom 7:1 u utakmici u kojoj je Philippe Coutinho postigao hat-trick. Iako im je za prolazak u daljnju fazu natjecanja bio dovoljan i neriješen ishod, Brazil je na kontroverzan način izgubio 0:1 od Perua. Uz to što je to bio prvi poraz od Perua nakon 1985. godine, Brazil je izgubljenom utakmicom ispao iz natjecanja još u grupnoj fazi što im se dogodilo prvi puta nakon 1987. godine.

### Razdoblje nakon 2016.
Dana 14. lipnja 2016. godine Dunga je smijenjen kao izbornik. Šest dana kasnije kao novi izbornik potvrđen je Tite, trener koji je vodio klub Corinthians, brazilske nogometne prvake iz 2015. godine. Tite je svoj debi ostvario u gostujućoj utakmici protiv Ekvadora koju je Brazil dobio rezultatom 0:3. Nakon toga uslijedile su pobjede protiv Kolumbije (2:1), Bolivije (5:0) i Venezuele (0:2) što je Brazil dovelo do prvog mjesta kvalifikacijske skupine za Svjetsko nogometno prvenstvo 2018. godine. Nakon pobjede nad Paragvajem rezultatom 3:0, Brazil je postao prva reprezentacija koja se uz Rusiju (kao domaćina turnira) kvalificirala na nadolazeće nogometno prvenstvo.

## Olimpijski turniri
Svoju prvu zlatnu olimpijsku medalju Brazil je osvojio 2016. godine kada je ujedno bio i domaćin Olimpijade. Prije toga, olimpijski turnir je bilo jedino međunarodno nogometno natjecanje u organizaciji FIFA-e kojeg Brazil nikada nije osvojio. Tri puta Brazilci su bili srebrni (1984., 1988. i 2012.) te dva puta brončani (1996. i 2008.). Izbornik brazilske olimpijske reprezentacije u pravilu je isti kao i nogometne reprezentacije – Mario Zagallo (1996. godine), Vanderlei Luxemburgo (2000. godine), Dunga (2008. godine) i Mano Menezes (2012. godine).

## Nadimci
Brazilska nogometna reprezentacija tijekom godina dobila je mnogobrojne nadimke i pod različitim je imenima poznata diljem svijeta. Najpoznatiji nadimak je Canarinho (u slobodnom prijevodu "mali kanarinci"), referenca na vrstu ptica koje obitavaju u Brazilu, a koje su jarke žute boje koja sliči boji dresova u kojoj reprezentativci igraju; ovaj izraz popularizirao je crtač stripova Fernando "Mangabeira" Pieruccetti tijekom svjetskog prvenstva 1950. godine. Ostali nadimci su: Amarelinha (u slobodnom prijevodu "mali žuti"), Verde-amarelo (u slobodnom prijevodu "zeleni i žuti"), Pentacampeão (u slobodnom prijevodu "peterostruki prvaci) i Esquadrão de Ouro (u slobodnom prijevodu "zlatna ekipa").

## Dresovi
Prvi službeni dresovi brazilske nogometne reprezentacije bili su bijele boje s plavim ovratnicima, ali nakon povijesnog poraza na Maracani 1950. godine boje su kritizirane zbog nedostatka patriotizma. Uz dozvolu Brazilskog nogometnog saveza, novine Correio da Manhã organizirale su natjecanje u dizajnu novog izgleda dresova na kojima bi trebale biti ukomponirane četiri boje nacionalne zastave. Pobjednički dizajn bio je žute boje sa zelenim crtama i plavim gaćicama autora Aldyra Garcije Shcleeja, devetnaestogodišnjaka iz Pelotasa. Novi dresovi prvi puta su upotrebljeni u ožujku 1954. godine u utakmici protiv Čilea i od tada se neprestano koriste.
Rezervni dresovi plave boje koriste se još od 1930-ih godina, ali su sasvim slučajno postali trajni drugi izbor nakon finalne utakmice svjetskog prvenstva 1958. godine. Naime, tadašnji brazilski protivnici u finalu bili su reprezentativci Švedske koji su također nastupali u dresovima žute boje, a nakon bacanja novčića odlučeno je da će Švedska nastupati u svojim tradicionalnim domaćim dresovima. Brazil, koji je na to svjetsko prvenstvo doputovao isključivo sa svojim prvim dresovima (žutim), brzinski je morao kupiti setove dresova plave boje i na njih prišiti ambleme sa žutih dresova.

### Domaći dresovi
| 1899. – 1914. | 1914. – 1917. | 1917. | 1917. | 1917. | 1918. – 1919. | 1919. – 1938. | 1945. – 1950. |

| 1954. – 1974. | 1978. | 1986. – 1990. | Olimpijada 1988. | 1994. | 1994. – 1997. | 1997. | 1998. – 2000. |

| 2000. – 2002. | 2002. – 2004. | 2004. – 2006. | 2006. – 2007. | 2007. – 2010. | 2010. – 2011. | 2011. – 2012. | 2012. – 2013. |

| 2013. – 2014. | 2014. – 2016. | 2016. – |

### Gostujući dresovi
| 1938. – 1948. | 1949. – 1953. | 1958. | 1995. | 1997. | 2002. – 2004. | 2004. – 2006. | 2006. – 2007. |

| 2008. – 2010. | 2010. – 2011. | 2011. – 2012. | 2012. – 2013. | 2013. – 2014. | 2014. – 2016. | 2016. – |

## Stadioni
Za razliku od mnogih drugih nogometnih reprezentacija, Brazil nema striktno određen domaći stadion pa svoje utakmice igraju na različitim stadionima diljem zemlje poput stadiona Maracanã u Rio de Janeiru. Od rujna 2006. godine Brazil mnoge međunarodne prijateljske utakmice igra na Arsenalovom stadionu Emirates u Londonu. Neke od svojih prijateljskih utakmica Brazil također igra i u SAD-u.
Službeni trening kamp reprezentacije je Granja Comary u Teresópolisu koji se nalazi 90 kilometara od Rio de Janeira. Granja Comary je otvoren 1987. godine, a znatne renovacije obavljene su tijekom 2013. i 2014. godine.

## Uspjesi na međunarodnim natjecanjima
Brazil je do danas osvojio 64 službena međunarodna naslova čime drži svjetski rekord.

### Svjetsko prvenstvo
Nogometna reprezentacija Brazila do danas se kvalificirala na sva održana svjetska nogometna prvenstva i nikada nisu trebali prolaziti dodatne kvalifikacije za ulazak u turnir. S pet osvojenih titula, to je reprezentacija koja je najviše puta do sada osvojila turnir.
| FIFA svjetsko prvenstvo | FIFA svjetsko prvenstvo | FIFA svjetsko prvenstvo | FIFA svjetsko prvenstvo | FIFA svjetsko prvenstvo | FIFA svjetsko prvenstvo | FIFA svjetsko prvenstvo | FIFA svjetsko prvenstvo | FIFA svjetsko prvenstvo |                                         | Kvalifikacije za svjetska prvenstva     | Kvalifikacije za svjetska prvenstva     | Kvalifikacije za svjetska prvenstva     | Kvalifikacije za svjetska prvenstva     | Kvalifikacije za svjetska prvenstva     | Kvalifikacije za svjetska prvenstva |
| Godina                  | Faza natjecanja         | Finalna pozicija        | Utk                     | P                       | N                       | I                       | ZG                      | PG                      | Utk                                     | P                                       | N                                       | I                                       | ZG                                      | PG                                      |                                     |
| ----------------------- | ----------------------- | ----------------------- | ----------------------- | ----------------------- | ----------------------- | ----------------------- | ----------------------- | ----------------------- | --------------------------------------- | --------------------------------------- | --------------------------------------- | --------------------------------------- | --------------------------------------- | --------------------------------------- | ----------------------------------- |
| 1930.                   | Grupna faza             | 6.                      | 2                       | 1                       | 0                       | 1                       | 5                       | 2                       | –                                       | –                                       | –                                       | –                                       | –                                       | –                                       |                                     |
| 1934.                   | Prvo kolo               | 14.                     | 1                       | 0                       | 0                       | 1                       | 1                       | 3                       | Kvalificirani automatski                | Kvalificirani automatski                | Kvalificirani automatski                | Kvalificirani automatski                | Kvalificirani automatski                | Kvalificirani automatski                |                                     |
| 1938.                   | Trećeplasirani          | 3.                      | 5                       | 3                       | 1                       | 1                       | 14                      | 11                      | Kvalificirani automatski                | Kvalificirani automatski                | Kvalificirani automatski                | Kvalificirani automatski                | Kvalificirani automatski                | Kvalificirani automatski                |                                     |
| 1950.                   | Doprvaci                | 2.                      | 6                       | 4                       | 1                       | 1                       | 22                      | 6                       | Kvalificirani kao domaćini              | Kvalificirani kao domaćini              | Kvalificirani kao domaćini              | Kvalificirani kao domaćini              | Kvalificirani kao domaćini              | Kvalificirani kao domaćini              |                                     |
| 1954.                   | Četvrtfinale            | 5.                      | 3                       | 1                       | 1                       | 1                       | 8                       | 5                       | 4                                       | 4                                       | 0                                       | 0                                       | 8                                       | 1                                       |                                     |
| 1958.                   | Prvaci                  | 1.                      | 6                       | 5                       | 1                       | 0                       | 16                      | 4                       | 2                                       | 1                                       | 1                                       | 0                                       | 2                                       | 1                                       |                                     |
| 1962.                   | Prvaci                  | 1.                      | 6                       | 5                       | 1                       | 0                       | 14                      | 5                       | Kvalificirali se kao branitelji naslova | Kvalificirali se kao branitelji naslova | Kvalificirali se kao branitelji naslova | Kvalificirali se kao branitelji naslova | Kvalificirali se kao branitelji naslova | Kvalificirali se kao branitelji naslova |                                     |
| 1966.                   | Grupna faza             | 11.                     | 3                       | 1                       | 0                       | 2                       | 4                       | 6                       | Kvalificirali se kao branitelji naslova | Kvalificirali se kao branitelji naslova | Kvalificirali se kao branitelji naslova | Kvalificirali se kao branitelji naslova | Kvalificirali se kao branitelji naslova | Kvalificirali se kao branitelji naslova |                                     |
| 1970.                   | Prvaci                  | 1.                      | 6                       | 6                       | 0                       | 0                       | 19                      | 7                       | 6                                       | 6                                       | 0                                       | 0                                       | 23                                      | 2                                       |                                     |
| 1974.                   | 4. mjesto               | 4.                      | 7                       | 3                       | 2                       | 2                       | 6                       | 4                       | Kvalificirali se kao branitelji naslova | Kvalificirali se kao branitelji naslova | Kvalificirali se kao branitelji naslova | Kvalificirali se kao branitelji naslova | Kvalificirali se kao branitelji naslova | Kvalificirali se kao branitelji naslova |                                     |
| 1978.                   | Trećeplasirani          | 3.                      | 7                       | 4                       | 3                       | 0                       | 10                      | 3                       | 6                                       | 4                                       | 2                                       | 0                                       | 17                                      | 1                                       |                                     |
| 1982.                   | Drugo kolo              | 5.                      | 5                       | 4                       | 0                       | 1                       | 15                      | 6                       | 4                                       | 4                                       | 0                                       | 0                                       | 11                                      | 2                                       |                                     |
| 1986.                   | Četvrtfinale            | 5.                      | 5                       | 4                       | 1                       | 0                       | 10                      | 1                       | 4                                       | 2                                       | 2                                       | 0                                       | 6                                       | 2                                       |                                     |
| 1990.                   | Osmina finala           | 9.                      | 4                       | 3                       | 0                       | 1                       | 4                       | 2                       | 4                                       | 3                                       | 1                                       | 0                                       | 13                                      | 1                                       |                                     |
| 1994.                   | Prvaci                  | 1.                      | 7                       | 5                       | 2                       | 0                       | 11                      | 3                       | 8                                       | 5                                       | 2                                       | 1                                       | 20                                      | 4                                       |                                     |
| 1998.                   | Doprvaci                | 2.                      | 7                       | 4                       | 1                       | 2                       | 14                      | 10                      | Kvalificirali se kao branitelji naslova | Kvalificirali se kao branitelji naslova | Kvalificirali se kao branitelji naslova | Kvalificirali se kao branitelji naslova | Kvalificirali se kao branitelji naslova | Kvalificirali se kao branitelji naslova |                                     |
| 2002.                   | Prvaci                  | 1.                      | 7                       | 7                       | 0                       | 0                       | 18                      | 4                       | 18                                      | 9                                       | 3                                       | 6                                       | 31                                      | 17                                      |                                     |
| 2006.                   | Četvrtfinale            | 5.                      | 5                       | 4                       | 0                       | 1                       | 10                      | 2                       | 18                                      | 9                                       | 7                                       | 2                                       | 35                                      | 17                                      |                                     |
| 2010.                   | Četvrtfinale            | 6.                      | 5                       | 3                       | 1                       | 1                       | 9                       | 4                       | 18                                      | 9                                       | 7                                       | 2                                       | 33                                      | 11                                      |                                     |
| 2014.                   | 4. mjesto               | 4.                      | 7                       | 3                       | 2                       | 2                       | 11                      | 14                      | Kvalificirali se kao domaćini           | Kvalificirali se kao domaćini           | Kvalificirali se kao domaćini           | Kvalificirali se kao domaćini           | Kvalificirali se kao domaćini           | Kvalificirali se kao domaćini           |                                     |
| 2018.                   | Kvalificirali se        | Kvalificirali se        | Kvalificirali se        | Kvalificirali se        | Kvalificirali se        | Kvalificirali se        | Kvalificirali se        | Kvalificirali se        | 18                                      | 12                                      | 5                                       | 1                                       | 41                                      | 11                                      |                                     |
| Ukupno                  | 5 titula                | 21/21                   | 104                     | 70                      | 17                      | 17                      | 221                     | 102                     | 110                                     | 68                                      | 30                                      | 12                                      | 240                                     | 70                                      |                                     |

### Kup konfederacija
| FIFA Kup konfederacija | FIFA Kup konfederacija | FIFA Kup konfederacija | FIFA Kup konfederacija | FIFA Kup konfederacija | FIFA Kup konfederacija | FIFA Kup konfederacija | FIFA Kup konfederacija | FIFA Kup konfederacija |                       |
| Godina                 | Faza natjecanja        | Finalna pozicija       | Utk                    | P                      | N                      | I                      | ZG                     | PG                     |                       |
| ---------------------- | ---------------------- | ---------------------- | ---------------------- | ---------------------- | ---------------------- | ---------------------- | ---------------------- | ---------------------- | --------------------- |
| 1992.                  | Nisu se kvalificirali  | Nisu se kvalificirali  | Nisu se kvalificirali  | Nisu se kvalificirali  | Nisu se kvalificirali  | Nisu se kvalificirali  | Nisu se kvalificirali  | Nisu se kvalificirali  | Nisu se kvalificirali |
| 1995.                  | Nisu se kvalificirali  | Nisu se kvalificirali  | Nisu se kvalificirali  | Nisu se kvalificirali  | Nisu se kvalificirali  | Nisu se kvalificirali  | Nisu se kvalificirali  | Nisu se kvalificirali  | Nisu se kvalificirali |
| 1997.                  | Prvaci                 | 1.                     | 5                      | 4                      | 1                      | 0                      | 14                     | 2                      |                       |
| 1999.                  | Doprvaci               | 2.                     | 5                      | 4                      | 0                      | 1                      | 18                     | 6                      |                       |
| 2001.                  | 4. mjesto              | 4.                     | 5                      | 1                      | 2                      | 2                      | 3                      | 3                      |                       |
| 2003.                  | Grupna faza            | 5.                     | 3                      | 1                      | 1                      | 1                      | 3                      | 3                      |                       |
| 2005.                  | Prvaci                 | 1.                     | 5                      | 3                      | 1                      | 1                      | 12                     | 6                      |                       |
| 2009.                  | Prvaci                 | 1.                     | 5                      | 5                      | 0                      | 0                      | 14                     | 5                      |                       |
| 2013.                  | Prvaci                 | 1.                     | 5                      | 5                      | 0                      | 0                      | 14                     | 3                      |                       |
| 2017.                  | Nisu se kvalificirali  | Nisu se kvalificirali  | Nisu se kvalificirali  | Nisu se kvalificirali  | Nisu se kvalificirali  | Nisu se kvalificirali  | Nisu se kvalificirali  | Nisu se kvalificirali  | Nisu se kvalificirali |
| Ukupno                 | 4 naslova              | 7/10                   | 33                     | 23                     | 5                      | 5                      | 78                     | 28                     |                       |

| Copa América | Copa América    | Copa América     | Copa América   | Copa América   | Copa América   | Copa América   | Copa América   | Copa América   |
| Godina       | Faza natjecanja | Finalna pozicija | Utk            | P              | N              | I              | ZG             | PG             |
| ------------ | --------------- | ---------------- | -------------- | -------------- | -------------- | -------------- | -------------- | -------------- |
| 1916.        | Trećeplasirani  | 3.               | 3              | 0              | 2              | 1              | 3              | 4              |
| 1917.        | Trećeplasirani  | 3.               | 3              | 1              | 0              | 2              | 7              | 8              |
| 1919.        | Prvaci          | 1.               | 4              | 3              | 1              | 0              | 12             | 3              |
| 1920.        | Trećeplasirani  | 3.               | 3              | 1              | 0              | 2              | 1              | 8              |
| 1921.        | Doprvaci        | 2.               | 3              | 1              | 0              | 2              | 4              | 3              |
| 1922.        | Prvaci          | 1.               | 5              | 2              | 3              | 0              | 7              | 2              |
| 1923.        | 4. mjesto       | 4.               | 3              | 0              | 0              | 3              | 2              | 5              |
| 1924.        | Nisu nastupili  | Nisu nastupili   | Nisu nastupili | Nisu nastupili | Nisu nastupili | Nisu nastupili | Nisu nastupili | Nisu nastupili |
| 1925.        | Doprvaci        | 2.               | 4              | 2              | 1              | 1              | 11             | 9              |
| 1926.        | Nisu nastupili  | Nisu nastupili   | Nisu nastupili | Nisu nastupili | Nisu nastupili | Nisu nastupili | Nisu nastupili | Nisu nastupili |
| 1927.        | Nisu nastupili  | Nisu nastupili   | Nisu nastupili | Nisu nastupili | Nisu nastupili | Nisu nastupili | Nisu nastupili | Nisu nastupili |
| 1929.        | Nisu nastupili  | Nisu nastupili   | Nisu nastupili | Nisu nastupili | Nisu nastupili | Nisu nastupili | Nisu nastupili | Nisu nastupili |
| 1935.        | Nisu nastupili  | Nisu nastupili   | Nisu nastupili | Nisu nastupili | Nisu nastupili | Nisu nastupili | Nisu nastupili | Nisu nastupili |
| 1937.        | Doprvaci        | 2.               | 6              | 4              | 0              | 2              | 17             | 11             |
| 1939.        | Nisu nastupili  | Nisu nastupili   | Nisu nastupili | Nisu nastupili | Nisu nastupili | Nisu nastupili | Nisu nastupili | Nisu nastupili |
| 1941.        | Nisu nastupili  | Nisu nastupili   | Nisu nastupili | Nisu nastupili | Nisu nastupili | Nisu nastupili | Nisu nastupili | Nisu nastupili |
| 1942.        | Trećeplasirani  | 3.               | 6              | 3              | 1              | 2              | 15             | 7              |
| 1945.        | Doprvaci        | 2.               | 6              | 5              | 0              | 1              | 19             | 5              |
| 1946.        | Doprvaci        | 2.               | 5              | 3              | 1              | 1              | 13             | 7              |
| 1947.        | Nisu nastupili  | Nisu nastupili   | Nisu nastupili | Nisu nastupili | Nisu nastupili | Nisu nastupili | Nisu nastupili | Nisu nastupili |
| 1949.        | Prvaci          | 1.               | 8              | 7              | 0              | 1              | 46             | 7              |
| 1953.        | Doprvaci        | 2nd              | 7              | 4              | 0              | 3              | 17             | 9              |
| 1955.        | Nisu nastupili  | Nisu nastupili   | Nisu nastupili | Nisu nastupili | Nisu nastupili | Nisu nastupili | Nisu nastupili | Nisu nastupili |
| 1956.        | 4. mjesto       | 4.               | 5              | 2              | 2              | 1              | 4              | 5              |
| 1957.        | Doprvaci        | 2.               | 6              | 4              | 0              | 2              | 23             | 9              |
| 1959.        | Doprvaci        | 2.               | 6              | 4              | 2              | 0              | 17             | 7              |
| 1959.        | Trećeplasirani  | 3.               | 4              | 2              | 0              | 2              | 7              | 10             |
| 1963.        | 4. mjesto       | 4.               | 6              | 2              | 1              | 3              | 12             | 13             |
| 1967.        | Nisu nastupili  | Nisu nastupili   | Nisu nastupili | Nisu nastupili | Nisu nastupili | Nisu nastupili | Nisu nastupili | Nisu nastupili |
| Ukupno       | 3 naslova       | 19/29            | 93             | 50             | 14             | 29             | 237            | 132            |

| Copa América        | Copa América        | Copa América        | Copa América        | Copa América        | Copa América        | Copa América        | Copa América        | Copa América        |
| Godina              | Faza natjecanja     | Finalna pozicija    | Utk                 | P                   | N                   | I                   | ZG                  | PG                  |
| ------------------- | ------------------- | ------------------- | ------------------- | ------------------- | ------------------- | ------------------- | ------------------- | ------------------- |
| Južna Amerika 1975. | Trećeplasirani      | 3.                  | 6                   | 5                   | 0                   | 1                   | 16                  | 4                   |
| Južna Amerika 1979. | Trećeplasirani      | 3.                  | 6                   | 2                   | 2                   | 2                   | 10                  | 9                   |
| Južna Amerika 1983. | Doprvaci            | 2.                  | 8                   | 2                   | 4                   | 2                   | 8                   | 5                   |
| 1987.               | Grupna faza         | 5.                  | 2                   | 1                   | 0                   | 1                   | 5                   | 4                   |
| 1989.               | Prvaci              | 1.                  | 7                   | 5                   | 2                   | 0                   | 11                  | 1                   |
| 1991.               | Dorvaci             | 2.                  | 7                   | 4                   | 1                   | 2                   | 12                  | 8                   |
| 1993.               | Četvrtfinale        | 5.                  | 4                   | 1                   | 2                   | 1                   | 6                   | 4                   |
| 1995.               | Doprvaci            | 2.                  | 6                   | 4                   | 2                   | 0                   | 10                  | 3                   |
| 1997.               | Prvaci              | 1.                  | 6                   | 6                   | 0                   | 0                   | 22                  | 3                   |
| 1999.               | Prvaci              | 1.                  | 6                   | 6                   | 0                   | 0                   | 17                  | 2                   |
| 2001.               | Četvrtfinale        | 6.                  | 4                   | 2                   | 0                   | 2                   | 5                   | 4                   |
| 2004.               | Prvaci              | 1.                  | 6                   | 3                   | 2                   | 1                   | 13                  | 6                   |
| 2007.               | Prvaci              | 1.                  | 6                   | 4                   | 1                   | 1                   | 15                  | 5                   |
| 2011.               | Četvrtfinale        | 8.                  | 4                   | 1                   | 3                   | 0                   | 6                   | 4                   |
| 2015.               | Četvrtfinale        | 5.                  | 4                   | 2                   | 1                   | 1                   | 5                   | 4                   |
| 2016.               | Grupna faza         | 9.                  | 3                   | 1                   | 1                   | 1                   | 7                   | 2                   |
| 2019.               | Kvalificirali su se | Kvalificirali su se | Kvalificirali su se | Kvalificirali su se | Kvalificirali su se | Kvalificirali su se | Kvalificirali su se | Kvalificirali su se |
| Ukupno              | 5 naslova           | 16/16               | 85                  | 49                  | 21                  | 15                  | 168                 | 68                  |

| \| Nogometni turnir na ljetnim Olimpijskim igrama \| Nogometni turnir na ljetnim Olimpijskim igrama \| Nogometni turnir na ljetnim Olimpijskim igrama \| Nogometni turnir na ljetnim Olimpijskim igrama \| Nogometni turnir na ljetnim Olimpijskim igrama \| Nogometni turnir na ljetnim Olimpijskim igrama \| Nogometni turnir na ljetnim Olimpijskim igrama \| Nogometni turnir na ljetnim Olimpijskim igrama \| Nogometni turnir na ljetnim Olimpijskim igrama \| \| Godina \| Faza natjecanja \| Finalna pozicija \| Utk \| P \| N \| I \| ZG \| PG \| \| ---------------------------------------------- \| ----------------------------------------------------- \| ---------------------------------------------- \| ---------------------------------------------- \| ---------------------------------------------- \| ---------------------------------------------- \| ---------------------------------------------- \| ---------------------------------------------- \| ---------------------------------------------- \| \| 1900. \| Nisu nastupili \| Nisu nastupili \| Nisu nastupili \| Nisu nastupili \| Nisu nastupili \| Nisu nastupili \| Nisu nastupili \| Nisu nastupili \| \| 1904. \| Nisu nastupili \| Nisu nastupili \| Nisu nastupili \| Nisu nastupili \| Nisu nastupili \| Nisu nastupili \| Nisu nastupili \| Nisu nastupili \| \| 1908. \| Nisu nastupili \| Nisu nastupili \| Nisu nastupili \| Nisu nastupili \| Nisu nastupili \| Nisu nastupili \| Nisu nastupili \| Nisu nastupili \| \| 1912. \| Nisu nastupili \| Nisu nastupili \| Nisu nastupili \| Nisu nastupili \| Nisu nastupili \| Nisu nastupili \| Nisu nastupili \| Nisu nastupili \| \| 1920. \| Nisu nastupili \| Nisu nastupili \| Nisu nastupili \| Nisu nastupili \| Nisu nastupili \| Nisu nastupili \| Nisu nastupili \| Nisu nastupili \| \| 1924. \| Nisu se kvalificirali \| Nisu se kvalificirali \| Nisu se kvalificirali \| Nisu se kvalificirali \| Nisu se kvalificirali \| Nisu se kvalificirali \| Nisu se kvalificirali \| Nisu se kvalificirali \| \| 1928. \| Nisu nastupili \| Nisu nastupili \| Nisu nastupili \| Nisu nastupili \| Nisu nastupili \| Nisu nastupili \| Nisu nastupili \| Nisu nastupili \| \| 1936. \| Nisu nastupili \| Nisu nastupili \| Nisu nastupili \| Nisu nastupili \| Nisu nastupili \| Nisu nastupili \| Nisu nastupili \| Nisu nastupili \| \| 1948. \| Nisu nastupili \| Nisu nastupili \| Nisu nastupili \| Nisu nastupili \| Nisu nastupili \| Nisu nastupili \| Nisu nastupili \| Nisu nastupili \| \| 1952. \| Četvrtfinale \| 6. \| 3 \| 2 \| 0 \| 1 \| 9 \| 6 \| \| 1956. \| Nisu se kvalificirali \| Nisu se kvalificirali \| Nisu se kvalificirali \| Nisu se kvalificirali \| Nisu se kvalificirali \| Nisu se kvalificirali \| Nisu se kvalificirali \| Nisu se kvalificirali \| \| 1960. \| Prvo kolo \| 6. \| 3 \| 2 \| 0 \| 1 \| 10 \| 6 \| \| 1964. \| Prvo kolo \| 9. \| 3 \| 1 \| 1 \| 1 \| 5 \| 2 \| \| 1968. \| Prvo kolo \| 11. \| 3 \| 0 \| 2 \| 1 \| 4 \| 5 \| \| 1972. \| Prvo kolo \| 12. \| 3 \| 0 \| 1 \| 2 \| 4 \| 6 \| \| 1976. \| 4. mjesto \| 4. \| 5 \| 2 \| 1 \| 2 \| 6 \| 6 \| \| 1980. \| Nisu se kvalificirali \| Nisu se kvalificirali \| Nisu se kvalificirali \| Nisu se kvalificirali \| Nisu se kvalificirali \| Nisu se kvalificirali \| Nisu se kvalificirali \| Nisu se kvalificirali \| \| 1984. \| Doprvaci \| 2. \| 6 \| 4 \| 1 \| 1 \| 9 \| 5 \| \| 1988. \| Doprvaci \| 2. \| 6 \| 4 \| 1 \| 1 \| 12 \| 4 \| \| 1992. \| Nisu se kvalificirali \| Nisu se kvalificirali \| Nisu se kvalificirali \| Nisu se kvalificirali \| Nisu se kvalificirali \| Nisu se kvalificirali \| Nisu se kvalificirali \| Nisu se kvalificirali \| \| 1996. \| Trećeplasirani \| 3. \| 6 \| 4 \| 0 \| 2 \| 16 \| 8 \| \| 2000. \| Četvrtfinale \| 6. \| 4 \| 2 \| 0 \| 2 \| 6 \| 6 \| \| 2004. \| Nisu se kvalificirali \| Nisu se kvalificirali \| Nisu se kvalificirali \| Nisu se kvalificirali \| Nisu se kvalificirali \| Nisu se kvalificirali \| Nisu se kvalificirali \| Nisu se kvalificirali \| \| 2008. \| Trećeplasirani \| 3. \| 6 \| 5 \| 0 \| 1 \| 14 \| 3 \| \| 2012. \| Doprvaci \| 2. \| 6 \| 5 \| 0 \| 1 \| 16 \| 7 \| \| 2016. \| Prvaci \| 1. \| 6 \| 3 \| 3 \| 0 \| 13 \| 1 \| \| Total \| 1 zlatna medalja 3 srebrne medalje 2 brončane medalje \| 13/25 \| 53 \| 29 \| 10 \| 14 \| 124 \| 65 \| |                                                       |                       |                       |                       |                       |                       |                       |                       |
| Nogometni turnir na ljetnim Olimpijskim igrama |                                                       |                       |                       |                       |                       |                       |                       |                       |
| Godina | Faza natjecanja                                       | Finalna pozicija      | Utk                   | P                     | N                     | I                     | ZG                    | PG                    |
| 1900. | Nisu nastupili                                        | Nisu nastupili        | Nisu nastupili        | Nisu nastupili        | Nisu nastupili        | Nisu nastupili        | Nisu nastupili        | Nisu nastupili        |
| 1904. | Nisu nastupili                                        | Nisu nastupili        | Nisu nastupili        | Nisu nastupili        | Nisu nastupili        | Nisu nastupili        | Nisu nastupili        | Nisu nastupili        |
| 1908. | Nisu nastupili                                        | Nisu nastupili        | Nisu nastupili        | Nisu nastupili        | Nisu nastupili        | Nisu nastupili        | Nisu nastupili        | Nisu nastupili        |
| 1912. | Nisu nastupili                                        | Nisu nastupili        | Nisu nastupili        | Nisu nastupili        | Nisu nastupili        | Nisu nastupili        | Nisu nastupili        | Nisu nastupili        |
| 1920. | Nisu nastupili                                        | Nisu nastupili        | Nisu nastupili        | Nisu nastupili        | Nisu nastupili        | Nisu nastupili        | Nisu nastupili        | Nisu nastupili        |
| 1924. | Nisu se kvalificirali                                 | Nisu se kvalificirali | Nisu se kvalificirali | Nisu se kvalificirali | Nisu se kvalificirali | Nisu se kvalificirali | Nisu se kvalificirali | Nisu se kvalificirali |
| 1928. | Nisu nastupili                                        | Nisu nastupili        | Nisu nastupili        | Nisu nastupili        | Nisu nastupili        | Nisu nastupili        | Nisu nastupili        | Nisu nastupili        |
| 1936. | Nisu nastupili                                        | Nisu nastupili        | Nisu nastupili        | Nisu nastupili        | Nisu nastupili        | Nisu nastupili        | Nisu nastupili        | Nisu nastupili        |
| 1948. | Nisu nastupili                                        | Nisu nastupili        | Nisu nastupili        | Nisu nastupili        | Nisu nastupili        | Nisu nastupili        | Nisu nastupili        | Nisu nastupili        |
| 1952. | Četvrtfinale                                          | 6.                    | 3                     | 2                     | 0                     | 1                     | 9                     | 6                     |
| 1956. | Nisu se kvalificirali                                 | Nisu se kvalificirali | Nisu se kvalificirali | Nisu se kvalificirali | Nisu se kvalificirali | Nisu se kvalificirali | Nisu se kvalificirali | Nisu se kvalificirali |
| 1960. | Prvo kolo                                             | 6.                    | 3                     | 2                     | 0                     | 1                     | 10                    | 6                     |
| 1964. | Prvo kolo                                             | 9.                    | 3                     | 1                     | 1                     | 1                     | 5                     | 2                     |
| 1968. | Prvo kolo                                             | 11.                   | 3                     | 0                     | 2                     | 1                     | 4                     | 5                     |
| 1972. | Prvo kolo                                             | 12.                   | 3                     | 0                     | 1                     | 2                     | 4                     | 6                     |
| 1976. | 4. mjesto                                             | 4.                    | 5                     | 2                     | 1                     | 2                     | 6                     | 6                     |
| 1980. | Nisu se kvalificirali                                 | Nisu se kvalificirali | Nisu se kvalificirali | Nisu se kvalificirali | Nisu se kvalificirali | Nisu se kvalificirali | Nisu se kvalificirali | Nisu se kvalificirali |
| 1984. | Doprvaci                                              | 2.                    | 6                     | 4                     | 1                     | 1                     | 9                     | 5                     |
| 1988. | Doprvaci                                              | 2.                    | 6                     | 4                     | 1                     | 1                     | 12                    | 4                     |
| 1992. | Nisu se kvalificirali                                 | Nisu se kvalificirali | Nisu se kvalificirali | Nisu se kvalificirali | Nisu se kvalificirali | Nisu se kvalificirali | Nisu se kvalificirali | Nisu se kvalificirali |
| 1996. | Trećeplasirani                                        | 3.                    | 6                     | 4                     | 0                     | 2                     | 16                    | 8                     |
| 2000. | Četvrtfinale                                          | 6.                    | 4                     | 2                     | 0                     | 2                     | 6                     | 6                     |
| 2004. | Nisu se kvalificirali                                 | Nisu se kvalificirali | Nisu se kvalificirali | Nisu se kvalificirali | Nisu se kvalificirali | Nisu se kvalificirali | Nisu se kvalificirali | Nisu se kvalificirali |
| 2008. | Trećeplasirani                                        | 3.                    | 6                     | 5                     | 0                     | 1                     | 14                    | 3                     |
| 2012. | Doprvaci                                              | 2.                    | 6                     | 5                     | 0                     | 1                     | 16                    | 7                     |
| 2016. | Prvaci                                                | 1.                    | 6                     | 3                     | 3                     | 0                     | 13                    | 1                     |
| Total | 1 zlatna medalja 3 srebrne medalje 2 brončane medalje | 13/25                 | 53                    | 29                    | 10                    | 14                    | 124                   | 65                    |

## Sastav
Brazilski izbornik objavio je konačni popis igrača za Svjetsko prvenstvo 2022. 7. studenog 2022.
Nastupi i golovi zadnji put su ažurirani 27. rujna 2022. nakon utakmice protiv Tunisa.
| 0#0 | Poz. | Igrač                  | Datum rođenja (dob) | Nastupi | Golovi | Klub                |
| --- | ---- | ---------------------- | ------------------- | ------- | ------ | ------------------- |
| 1   | G    | Alisson                | 2. listopada 1992.  | 57      | 0      | Liverpool           |
| 2   | B    | Danilo                 | 15. srpnja 1991.    | 46      | 1      | Juventus            |
| 3   | B    | Thiago Silva (kapetan) | 22. rujna 1984.     | 109     | 7      | Chelsea             |
| 4   | B    | Marquinhos             | 14. svibnja 1994.   | 71      | 5      | Paris Saint-Germain |
| 5   | V    | Casemiro               | 23. veljače 1992.   | 65      | 5      | Manchester United   |
| 6   | B    | Alex Sandro            | 26. siječnja 1991.  | 37      | 2      | Juventus            |
| 7   | V    | Lucas Paquetá          | 27. kolovoza 1997.  | 35      | 7      | West Ham United     |
| 8   | V    | Fred                   | 5. ožujka 1993.     | 28      | 0      | Manchester United   |
| 9   | N    | Richarlison            | 10. svibnja 1997.   | 38      | 17     | Tottenham Hotspur   |
| 10  | N    | Neymar                 | 5. veljače 1992.    | 121     | 75     | Paris Saint-Germain |
| 11  | N    | Raphinha               | 14. prosinca 1996.  | 11      | 5      | Barcelona           |
| 12  | G    | Weverton               | 13. prosinca 1987.  | 8       | 0      | Palmeiras           |
| 13  | B    | Dani Alves             | 6. svibnja 1983.    | 124     | 8      | UNAM                |
| 14  | B    | Éder Militão           | 18. siječnja 1998.  | 23      | 1      | Real Madrid         |
| 15  | V    | Fabinho                | 23. listopada 1993. | 28      | 0      | Liverpool           |
| 16  | B    | Alex Telles            | 15. prosinca 1992.  | 8       | 0      | Sevilla             |
| 17  | V    | Bruno Guimarães        | 16. studenoga 1997. | 8       | 1      | Newcastle United    |
| 18  | N    | Antony                 | 24. veljače 2000.   | 11      | 2      | Manchester United   |
| 19  | N    | Gabriel Jesus          | 3. travnja 1997.    | 56      | 19     | Arsenal             |
| 20  | N    | Vinícius Júnior        | 12. srpnja 2000.    | 16      | 1      | Real Madrid         |
| 21  | N    | Rodrygo                | 9. siječnja 2001.   | 5       | 1      | Real Madrid         |
| 22  | B    | Bremer                 | 18. ožujka 1997.    | 1       | 0      | Juventus            |
| 23  | G    | Ederson                | 17. kolovoza 1993.  | 18      | 0      | Manchester City     |
| 24  | N    | Gabriel Martinelli     | 18. lipnja 2001.    | 3       | 0      | Arsenal             |
| 25  | N    | Pedro                  | 20. lipnja 1997.    | 2       | 1      | Flamengo            |
| 26  | V    | Éverton Ribeiro        | 10. travnja 1989.   | 21      | 3      | Flamengo            |

## Trenutno tehničko osoblje
| Radno mjesto          | Ime                |
| --------------------- | ------------------ |
| Glavni izbornik       | Tite               |
| Asistent izbornika    | Cléber Xavier      |
| Trener vratara        | Cláudio Taffarel   |
| Trener za fitness     | Fábio Mahseredjian |
| Generalni koordinator | Edu Gaspar         |

## Statistike
| Broj | Igrač            | Godine           | Nastupi | Golovi |
| ---- | ---------------- | ---------------- | ------- | ------ |
| 1    | Cafu             | 1990. – 2006.    | 142     | 5      |
| 2    | Roberto Carlos   | 1992. – 2006.    | 125     | 11     |
| 3    | Dani Alves*      | 2006. – trenutno | 118     | 8      |
| 4    | Lúcio            | 2000. – 2011.    | 105     | 4      |
| 0 5  | Neymar*          | 2010. – trenutno | 101     | 61     |
| 0 5  | Cláudio Taffarel | 1988. – 1998.    | 101     | 0      |
| 7    | Robinho*         | 2003. – trenutno | 100     | 28     |
| 8    | Djalma Santos    | 1952. – 1968.    | 98      | 3      |
| 9    | Ronaldo          | 1994. – 2011.    | 98      | 62     |
| 10   | Ronaldinho       | 1999. – 2013.    | 97      | 33     |

| Broj | Igrač      | Godine           | Golovi | Nastupi |
| ---- | ---------- | ---------------- | ------ | ------- |
| 1    | Pelé       | 1957. – 1971.    | 77     | 92      |
| 2    | Ronaldo    | 1994. – 2011.    | 62     | 98      |
| 3    | Romário    | 1987. – 2005.    | 55     | 70      |
| 4    | Neymar*    | 2010. – trenutno | 61     | 101     |
| 5    | Zico       | 1976. – 1986.    | 48     | 71      |
| 6    | Bebeto     | 1985. – 1998.    | 39     | 75      |
| 7    | Rivaldo    | 1993. – 2003.    | 35     | 74      |
| 0 8  | Jairzinho  | 1964. – 1982.    | 33     | 81      |
| 0 8  | Ronaldinho | 1999. – 2013.    | 33     | 97      |
| 010  | Ademir     | 1945. – 1953.    | 32     | 39      |
| 010  | Tostão     | 1966. – 1972.    | 32     | 54      |

## Popis dosadašnjih izbornika
Slijedi popis dosadašnjih izbornika brazilske nogometne reprezentacije (podebljanim slovima označeni su izbornici koji su s reprezentacijom Brazila bili prvaci svijeta u nogometu):
| - Adhemar Pimenta (1936. – 1938.; 1942.) - Flávio Costa (1944. – 1950; 1955; 1956.) - Zezé Moreira (1952; 1954. – 1955.) - Aymoré Moreira (1953.) - Vicente Feola (1955.) - Osvaldo Brandão (1955. – 1956.; 1957.) - Teté (1956.) - Silvio Pirilo (1957.) - Pedrinho (1957.) - Vicente Feola (1958. – 1960.) - Aymoré Moreira (1961. – 1963.) - Vicente Feola (1964. – 1967.) - Dorival Yustrich (1968.) |  | - João Saldanha (1969. – 1970.) - Mário Zagallo (1970. – 1974.; 2002.) - Osvaldo Brandão (1975. – 1977.) - Cláudio Coutinho (1977. – 1980.) - Telê Santana (1980. – 1982.) - Carlos Alberto Parreira (1983.) - Eduardo Antunes Coimbra (1983. – 1984.) - Evaristo de Macedo (1984. – 1985.) - Telê Santana (1985. – 1986.) - Carlos Alberto Silva (1987. – 1988.) - Sebastião Lazaroni (1989. – 1990.) - Paulo Roberto Falcão (1991.) - Carlos Alberto Parreira (1991. – 1994.) |  | - Mário Zagallo (1995. – 1998.) - Vanderlei Luxemburgo (1998. – 2000.) - Émerson Leão (2000. – 2001.) - Luiz Felipe Scolari (2001. – 2002.) - Carlos Alberto Parreira (2002. – 2006.) - Dunga (2006. – 2010.) - Mano Menezes (2010. – 2012.) - Luiz Felipe Scolari (2012. – 2014.) - Dunga (2014. – 2016.) - Tite (2016. – ) |